# Dhandhuka
Dhandhuka é uma cidade e um município no distrito de Ahmadabad, no estado indiano de Gujarat.

## Geografia
Dhandhuka está localizada a 22° 22′ N, 71° 59′ L. Tem uma altitude média de 24 metros (78 pés).

## Demografia
Segundo o censo de 2001, Dhandhuka tinha uma população de 29 555 habitantes. Os indivíduos do sexo masculino constituem 52% da população e os do sexo feminino 48%. Dhandhuka tem uma taxa de literacia de 66%, superior à média nacional de 59,5%: a literacia no sexo masculino é de 75% e no sexo feminino é de 57%. Em Dhandhuka, 13% da população está abaixo dos 6 anos de idade.